# Società Sportiva Teramo Calcio 2017-2018
Questa voce raccoglie le informazioni riguardanti la Società Sportiva Teramo Calcio nelle competizioni ufficiali della stagione 2017-2018.

## Divise e sponsor
Lo sponsor tecnico per la stagione 2017-2018 (la terza consecutiva) è Frankie Garage Sport mentre lo sponsor ufficiale è Groupama.
| Casa | Trasferta | 3º divisa | 4º divisa |

## Organigramma societario
La disposizione delle sezioni e la presenza o meno di determinati ruoli può essere variata in base a spazi occupati e dati in possesso.
Area direttiva
- Presidente: Luciano Campitelli

Area organizzativa
- Team manager: Fabio Luigi Gatta
- Magazziniere: Leo Rastelli

Area tecnica
- Direttore sportivo: Giorgio Repetto
- Allenatore: Antonino Asta, da gennaio Ottavio Palladini, da maggio Giovanni Zichella
- Allenatore in seconda: Giovanni Zichella, da gennaio Luigi Voltattorni, da maggio Rinaldo Cifaldi
- Collaboratore tecnico: Riccardo Cantarin
- Preparatore atletico: Massimiliano Lattanz
- Preparatore dei portieri: Diego Di Bonifacio

Area sanitaria
- Responsabile: Siriano Cordoni
- Medici sociali: Carlo D'Ugo, Nicola Franchi
- Massaggiatori: Piero Timoteo
- Osteopata: Antonio Misantone

## Rosa
Rosa aggiornata al 30 settembre 2017.
| N. |                    | Ruolo | Calciatore                |
| -- | ------------------ | ----- | ------------------------- |
| 1  | Italia (bandiera)  | P     | Francesco Bolognesi       |
| 2  | Italia (bandiera)  | D     | Christian Ventola         |
| 3  | Italia (bandiera)  | D     | Manfredo Pietrantonio     |
| 4  | Italia (bandiera)  | C     | Lorenzo De Grazia         |
| 5  | Italia (bandiera)  | D     | Mattia Altobelli          |
| 5  | Italia (bandiera)  | D     | Andrea Rossi (calciatore) |
| 6  | Italia (bandiera)  | D     | Ivan Speranza (capitano)  |
| 7  | Italia (bandiera)  | C     | Lorenzo Paolucci          |
| 7  | Italia (bandiera)  | A     | Giuseppe Panico           |
| 8  | Italia (bandiera)  | C     | Stefano Amadio            |
| 9  | Italia (bandiera)  | A     | Ciro Foggia               |
| 12 | Italia (bandiera)  | A     | Salvatore Sandomenico     |
| 10 | Italia (bandiera)  | C     | Carlo Ilari               |
| 11 | Italia (bandiera)  | A     | Giacomo Tulli             |
| 12 | Polonia (bandiera) | P     | Michał Piotr Lewandowski  |
| 12 | Italia (bandiera)  | P     | Marino Bifulco            |

| N. |                   | Ruolo | Calciatore                  |
| -- | ----------------- | ----- | --------------------------- |
| 13 | Italia (bandiera) | D     | Alessio Milillo             |
| 14 | Italia (bandiera) | C     | Kevin Varas Marcillo        |
| 15 | Italia (bandiera) | D     | Simone Sales                |
| 16 | Italia (bandiera) | C     | Giovanni Graziano           |
| 17 | Belgio (bandiera) | A     | Mohamed Soumaré             |
| 17 | Italia (bandiera) | C     | Marco Castagna              |
| 18 | Guinea (bandiera) | D     | Ibrahima Diallo             |
| 19 | Italia (bandiera) | A     | Alessandro Faggioli         |
| 20 | Italia (bandiera) | A     | Andrea Mancini              |
| 21 | Italia (bandiera) | A     | Alessandro Fratangelo       |
| 22 | Italia (bandiera) | P     | Tomasch Calore              |
| 23 | Italia (bandiera) | D     | Nebil Caidi (vice capitano) |
| 24 | Italia (bandiera) | A     | Antonio Bacio Terracino     |
| 25 | Italia (bandiera) | A     | Riccardo Barbuti            |
| 25 | Italia (bandiera) | D     | Riccardo Cretella           |
| 33 | Italia (bandiera) | A     | Cedric Gondo                |

## Calciomercato

### Sessione estiva(dal 1º/7 al 31/8)
| Acquisti | Acquisti                | Acquisti         | Acquisti      |
| R.       | Nome                    | da               | Modalità      |
| -------- | ----------------------- | ---------------- | ------------- |
| P        | Tomasch Calore          | Pescara          | prestito      |
| P        | Alfredo Cannella        | Olympia Agnonese | fine prestito |
| P        | Michal Lewandowski      | Avezzano         | definitivo    |
| D        | Filippo Capitanio       | Santarcangelo    | fine prestito |
| D        | Tommaso D'Orazio        | Cosenza          | fine prestito |
| D        | Ibrahima Diallo         | Pescara          | prestito      |
| D        | Alessio Milillo         | Pescara          | prestito      |
| D        | Manfredo Pietrantonio   | Pescara          | prestito      |
| D        | Mattia Placido          | Pistoiese        | fine prestito |
| D        | Christian Ventola       | Pescara          | prestito      |
| C        | Stefano Amadio          | Latina           | definitivo    |
| C        | Lorenzo De Grazia       | Ascoli           | definitivo    |
| C        | Giovanni Graziano       | Torino           | prestito      |
| C        | Andrea Mancini          | Pescara          | definitivo    |
| C        | Lorenzo Paolucci        | Pescara          | prestito      |
| C        | Kevin Varas Marcillo    | Lumezzane        | definitivo    |
| A        | Antonio Bacio Terracino | Lumezzane        | definitivo    |
| A        | Andrea De Iulis         | Nocerina         | definitivo    |
| A        | Ciro Foggia             | Melfi            | definitivo    |
| A        | Mohamed Soumaré         | Avellino         | prestito      |
| A        | Giacomo Tulli           | Südtirol         | definitivo    |

| Cessioni | Cessioni                  | Cessioni                  | Cessioni          |
| R.       | Nome                      | a                         | Modalità          |
| -------- | ------------------------- | ------------------------- | ----------------- |
| P        | Tomasch Calore            | Pescara                   | fine prestito     |
| P        | Alfredo Cannella          | Ghivizzano                | prestito          |
| P        | Antonio Narciso           | Foggia                    | fine prestito     |
| P        | Edoardo Selva             | Nardò                     | prestito          |
| D        | Vincenzo Camilleri        | Sicula Leonzio            | definitivo        |
| D        | Filippo Capitanio         | Ravenna                   | definitivo        |
| D        | Samuel Di Renzo           | Francavilla               | prestito          |
| D        | Tommaso D'Orazio          | Cosenza                   | definitivo        |
| D        | Raffaele Imparato         |                           | lista di svincolo |
| D        | Francesco Karkalis        | Pescara                   | fine prestito     |
| D        | Mattia Placido            |                           | lista di svincolo |
| D        | Stefano Scipioni          |                           | lista di svincolo |
| C        | Stefano Amadio            | Latina                    | fine prestito     |
| C        | Pietro Baccolo            | Paganese                  | definitivo        |
| C        | Federico Carraro          | Modena                    | definitivo        |
| C        | Alessio Cerase            | Olympia Agnonese          | prestito          |
| C        | Lorenzo Cesarini          | Flaminia CivitaCastellana | definitivo        |
| C        | Alessandro Di Paolantonio | Ternana                   | definitivo        |
| C        | Giorgio Mantini           | Castelfidardo             | definitivo        |
| C        | Yuri Masocco              | San Teodoro               | definitivo        |
| C        | Alessio Palladini         | San Nicolò                | prestito          |
| C        | Mirco Spighi              | Catanzaro                 | prestito          |
| A        | Andrea De Iulis           | L'Aquila                  | definitivo        |
| A        | Luca Fabrizi              | L'Aquila                  | definitivo        |
| A        | Mirco Petrella            | Triestina                 | definitivo        |
| A        | Marco Sansovini           | Pescara                   | fine prestito     |
| A        | Lorenzo Tempesti          |                           | lista di svincolo |

### Sessione invernale(dal 3/1 al 31/1)
| Acquisti | Acquisti              | Acquisti    | Acquisti   |
| R.       | Nome                  | da          | Modalità   |
| -------- | --------------------- | ----------- | ---------- |
| P        | Marino Bifulco        | Monopoli    | prestito   |
| D        | Riccardo Cretella     | Gavorrano   | prestito   |
| D        | Andrea Rossi          | Pescara     | definitivo |
| C        | Marco Castagna        | Bari        | prestito   |
| A        | Salvatore Sandomenico | Juve Stabia | prestito   |
| A        | Giuseppe Panico       | Genoa       | prestito   |
| A        | Cedric Gondo          | Pescara     | prestito   |

| Cessioni | Cessioni           | Cessioni       | Cessioni      |
| R.       | Nome               | a              | Modalità      |
| -------- | ------------------ | -------------- | ------------- |
| P        | Michal Lewandowski | Monopoli       | prestito      |
| D        | Mattia Altobelli   | Siracusa       | prestito      |
| C        | Lorenzo Paolucci   | Pescara        | fine prestito |
| A        | Mohamed Soumaré    | Avellino       | fine prestito |
| A        | Ciro Foggia        | Sicula Leonzio | definitivo    |
| A        | Riccardo Barbuti   | Gavorrano      | prestito      |

## Risultati

### Serie C

#### Girone di andata
| Arbitro: | Bitoni (Bologna) |

|                  |           |                       |
| Neto Pereira 27’ | Marcatori | 90+3’ Bacio Terracino |

| 3 settembre 2017 Turno di riposo |  | – |  |  |

| Arbitro: | De Santis (Lecce) |

|                 |           |  |
| Comi 85’ (rig.) | Marcatori |  |

| Arbitro: | Lorenzin (Castelfranco Veneto) |

|                                              |           |                      |
| De Grazia 22’ Speranza 35’ Foggia 75’ (rig.) | Marcatori | 27’ Samb 88’ De Sena |

| Arbitro: | De Angeli (Abbiategrasso) |

|                                          |           |                              |
| Danza 9’, 77’ Gerardi 31’ Sainz-Maza 38’ | Marcatori | 67’ Ilari 84’ (rig.) Barbuti |

| Teramo 1º ottobre 2017, ore 14:30 CEST 6ª giornata | Teramo               | 0 – 0 | Fermana | Stadio Gaetano Bonolis (1 957 spett.)\| Arbitro: \| Pasciuta (Agrigento) \| |
| Arbitro:                                           | Pasciuta (Agrigento) |       |         |                                                                             |

| Teramo 4 ottobre 2017, ore 14:30 CEST 7ª giornata | Teramo              | 0 – 0 | Feralpisalò | Stadio Gaetano Bonolis (1 165 spett.)\| Arbitro: \| Gariglio (Pinerolo) \| |
| Arbitro:                                          | Gariglio (Pinerolo) |       |             |                                                                            |

| Arbitro: | Natilla (Molfetta) |

|            |           |              |
| Fabbro 73’ | Marcatori | 90+4’ Foggia |

| Arbitro: | Cipriani (Empoli) |

|                     |           |             |
| Varas 44’ Ilari 56’ | Marcatori | 24’ Capello |

| Arbitro: | Miele (Nola) |

|                                    |           |                          |
| Piccioni 39’ (rig.) Dalla Bona 46’ | Marcatori | 44’ Ilari 82’ Fratangelo |

| Arbitro: | Andreini (Forlì) |

|               |           |             |
| Giorgione 11’ | Marcatori | 75’ Barbuti |

| Teramo 5 novembre 2017, ore 14:30 CET 12ª giornata | Teramo                   | 0 – 0 | Südtirol | Stadio Gaetano Bonolis (1 396 spett.)\| Arbitro: \| Pashuku (Albano Laziale) \| |
| Arbitro:                                           | Pashuku (Albano Laziale) |       |          |                                                                                 |

| Arbitro: | De Tullio (Bari) |

|                |           |            |
| Bracaletti 61’ | Marcatori | 3’ Ventola |

| Arbitro: | Colombo (Como) |

|                   |           |                        |
| Foggia 33’ (rig.) | Marcatori | 41’ Kalombo 43’ Marchi |

| Meda 19 novembre 2017, ore 14:30 CET 15ª giornata | Renate             | 0 – 0 | Teramo | Stadio Città di Meda (300 spett.)\| Arbitro: \| D'Ascanio (Ancona) \| |
| Arbitro:                                          | D'Ascanio (Ancona) |       |        |                                                                       |

| Arbitro: | D'Apice (Arezzo) |

|  |           |                                |
|  | Marcatori | 54’ Bove 90+7’ (rig.) Miracoli |

| 3 dicembre 2017 Turno di riposo |  | – |  |  |

| Arbitro: | Fontani (Siena) |

|                                 |           |              |
| Ventola 30’ Bacio Terracino 87’ | Marcatori | 86’ Melandri |

| Arbitro: | Luciani (Roma 1) |

|                          |           |                     |
| Altinier 42’ Carlini 51’ | Marcatori | 86’ Bacio Terracino |

#### Girone di ritorno
| Arbitro: | Maranesi (Ciampino) |

|                       |           |  |
| Caidi 64’ Barbuti 84’ | Marcatori |  |

| 30 dicembre 2017 Turno di riposo |  | – |  |  |

| Arbitro: | Natilla (Molfetta) |

|                     |           |                                      |
| Bacio Terracino 49’ | Marcatori | 73’ (rig.) De Giorgio 85’ Giacomelli |

| Arbitro: | Ricci (Firenze) |

|                  |           |                            |
| Maistrello 90+5’ | Marcatori | 37’ (rig.) Bacio Terracino |

| Arbitro: | Mei (Pesaro) |

|  |           |             |
|  | Marcatori | 11’ Bassoli |

| Arbitro: | Cosso (Reggio Calabria) |

|                                           |           |                                 |
| Petrucci 49’, 61’ Da Silva 72’ Lupoli 79’ | Marcatori | 25’ (rig.), 30’ Bacio Terracino |

| Arbitro: | Donda (Cormons) |

|            |           |                |
| Guerra 71’ | Marcatori | 80’ Fratangelo |

| Arbitro: | Clerico (Torino) |

|                 |           |                                               |
| Sandomenico 21’ | Marcatori | 40’, 45+1’ Proia 51’ (rig.) Minesso 84’ Zonta |

| Arbitro: | Zufferli (Udine) |

|  |           |                                  |
|  | Marcatori | 50’ Bacio Terracino 77’ Graziano |

| Teramo 11 marzo 2018, ore 20:30 CET 29ª giornata | Teramo         | 0 – 0 | Santarcangelo | Stadio Gaetano Bonolis (1 177 spett.)\| Arbitro: \| Miele (Torino) \| |
| Arbitro:                                         | Miele (Torino) |       |               |                                                                       |

| Teramo 18 marzo 2018, ore 16:30 CET 30ª giornata | Teramo           | 0 – 0 | AlbinoLeffe | Stadio Gaetano Bonolis (1 077 spett.)\| Arbitro: \| Marini (Trieste) \| |
| Arbitro:                                         | Marini (Trieste) |       |             |                                                                         |

| Arbitro: | Lorenzin (Castelfranco Veneto) |

|              |           |  |
| Sgarbi 90+2’ | Marcatori |  |

| Arbitro: | Viotti (Tivoli) |

|                 |           |  |
| Sandomenico 16’ | Marcatori |  |

| Arbitro: | Valiante (Salerno) |

|               |           |              |
| Burzigotti 4’ | Marcatori | 16’ Graziano |

| Arbitro: | Zingarelli (Siena) |

|                            |           |                  |
| Bacio Terracino 49’ (rig.) | Marcatori | 58’ (rig.) Palma |

| Arbitro: | Capone (Palermo) |

|                         |           |  |
| Rapisarda 9’ Stanco 24’ | Marcatori |  |

| 22 aprile 2018 Turno di riposo |  | – |  |  |

| Fano 29 aprile 2018, ore 14:30 CEST 37ª giornata | Fano               | 0 – 0 | Teramo | Stadio Raffaele Mancini (2 511 spett.)\| Arbitro: \| Prontera (Bologna) \| |
| Arbitro:                                         | Prontera (Bologna) |       |        |                                                                            |

| Arbitro: | Proietti (Terni) |

|                                                 |           |                                 |
| Amadio 51’ Bacio Terracino 64’ (rig.) Ilari 86’ | Marcatori | 19’ Panizzi 53’ Bobb 84’ Napoli |

### Coppa Italia Serie C

#### Fase a gironi
| Arbitro: | Camplone (Pescara) |

|                          |           |  |
| Gasperi 41’ D'Angelo 46’ | Marcatori |  |

| Arbitro: | Di Cairano (Ariano Irpino) |

|                         |           |  |
| Tulli 9’, 15’ Ilari 17’ | Marcatori |  |

#### Fase a eliminazione diretta
| Arbitro: | Di Cairano (Ariano Irpino) |

|                                         |                      |                                                |
| Musacci Tortori Sini Vandeputte Kabashi | Tiri di rigore 3 – 2 | Terracino Varas Paolucci Pietrantonio Faggioli |

## Statistiche

### Statistiche di squadra
| Competizione         | Punti | In casa | In casa | In casa | In casa | In casa | In casa | In trasferta | In trasferta | In trasferta | In trasferta | In trasferta | In trasferta | Totale | Totale | Totale | Totale | Totale | Totale | DR |
| Competizione         | Punti | G       | V       | N       | P       | Gf      | Gs      | G            | V            | N            | P            | Gf           | Gs           | G      | V      | N      | P      | Gf     | Gs     | DR |
| -------------------- | ----- | ------- | ------- | ------- | ------- | ------- | ------- | ------------ | ------------ | ------------ | ------------ | ------------ | ------------ | ------ | ------ | ------ | ------ | ------ | ------ | -- |
| Serie C              | 35    | 17      | 5       | 7       | 5       | 17      | 19      | 17           | 1            | 10           | 6            | 16           | 23           | 34     | 6      | 17     | 11     | 33     | 42     | -9 |
| Coppa Italia Serie C | -     | 1       | 1       | 0       | 0       | 3       | 0       | 2            | 0            | 1            | 1            | 0            | 2            | 3      | 1      | 1      | 1      | 3      | 2      | +1 |
| Totale               | 35    | 18      | 6       | 7       | 5       | 20      | 19      | 19           | 1            | 11           | 7            | 16           | 25           | 37     | 7      | 18     | 12     | 36     | 44     | -8 |

### Andamento in campionato
| Giornata  | 1 | 2  | 3  | 4  | 5  | 6  | 7  | 8  | 9  | 10 | 11 | 12 | 13 | 14 | 15 | 16 | 17 | 18 | 19 | 20 | 21 | 22 | 23 | 24 | 25 | 26 | 27 | 28 | 29 | 30 | 31 | 32 | 33 | 34 | 35 | 36 | 37 | 38 |
| --------- | - | -- | -- | -- | -- | -- | -- | -- | -- | -- | -- | -- | -- | -- | -- | -- | -- | -- | -- | -- | -- | -- | -- | -- | -- | -- | -- | -- | -- | -- | -- | -- | -- | -- | -- | -- | -- | -- |
| Luogo     | T | -  | T  | C  | T  | C  | C  | T  | C  | T  | T  | C  | T  | C  | T  | C  | -  | C  | T  | C  | -  | C  | T  | C  | T  | T  | C  | T  | C  | C  | T  | C  | T  | C  | T  | -  | T  | C  |
| Risultato | N | -  | P  | V  | P  | N  | N  | N  | V  | N  | N  | N  | N  | P  | N  | P  | -  | V  | P  | V  | -  | P  | N  | P  | P  | N  | P  | V  | N  | N  | P  | V  | N  | N  | P  | -  | N  | N  |
| Posizione | 9 | 14 | 17 | 12 | 13 | 13 | 12 | 12 | 12 | 12 | 13 | 13 | 13 | 14 | 15 | 15 | 16 | 15 | 16 | 14 | 15 | 16 | 16 | 17 | 17 | 15 | 16 | 15 | 16 | 15 | 16 | 14 | 14 | 14 | 15 | 16 | 17 | 16 |

Fonte:  Lega Pro – Classifiche, su lega-pro.com, Lega Pro (archiviato dall'url originale il 16 agosto 2016).
Legenda:

Luogo: C = Casa; T = Trasferta. Risultato: V = Vittoria; N = Pareggio; P = Sconfitta.